# كمون كهربائي
الكمون الكهربائي أوالجهد الكهربائي يقصد به مقدار الطاقة الكهربائية الكامنة لدى 1 كولوم من الشحنة . حيث الكولوم هو وحدة قياس الشحنة الكهربية، ومقدار الشحنة التي يحملها الإلكترون مساوية في القيمة تماما لشحنة البروتون وهي بالتقريب 1.602 × 10−19 كولوم.
حيث وحدة قياس الجهد الكهربي هي فولت ويعرف فرق الجهد الكهربي بين نقطتين مختلفتين بالجهد الكهربي، ودائما تسري حاملات الشحنة السالبة -وهي الإلكترونات - من القطب السالب إلى القطب الموجب. ولكن قبل اكتشاف الإلكترون ومعرفة حقيقة أنه هو بذاته الذي يشكل سريان التيار، كان تعريف سير التيار الكهربائي قد وقع، وهو كما تعودنا أن نقول أن التيار ينتقل من القطب الموجب إلى القطب السالب.

## شدة المجال الكهربي
تسبب وجود شحنة في جسم في نشأة مجال كهربائي حوله. ويضعف هذا المجال الكهربي بالابتعاد عن الجسم المشحون .
يمكن حساب شدة المجال الكهربي حول شحنة باستخدام قانون كولوم . فإن شحنة قدرها q تنتج حولها مجالا كهربيا يمكن حسابه بالقانون التالي:
{\displaystyle E={1 \over 4\pi \varepsilon _{0}}{\frac {q}{r^{2}}}}
حيث E هي شدة المجال الكهربي، ووحدة قياس شدة المجال الكهربي هي نيوتن/كولوم أو فولت/متر.
وتقول هذه المعادلة أن شدة المجال الكهربي تتناسب تناسبا عكسياً مع مربع المسافة بين الشحنة الكهربية ونقطة المشاهدة. وفي نفس الوقت تتناسب شدة المجال تناسبا طرديا مع كمية الشحنة . أما
{\displaystyle \varepsilon _{0}} فهي مقدار ثابت يختص بخواص الفراغ وتسمى سماحية الفراغ.

## قانون جاوس
ينص قانون غاوس على أن «الفيض الكلي لمساحة مغلقة حول مجال كهربائي تتناسب طرديا مع كمية الشحنة الكهربائية الموجودة داخل السطح المغلق.» ويكتب قانون غاوس في صيغته الرياضية كمعادلة تكامل، كالآتي:
{\displaystyle \oint _{S}{\vec {E}}\cdot \mathrm {d} {\vec {A}}={\frac {1}{\varepsilon _{0}}}\,Q_{enclosed}}
حيث :
S هي المساحة الكلية المحيطة بالشحنة Q و dA عنصر صغير من المساحة التي نجري عليها التكامل.
وإذا كانت الشحنة موزعة في جسم كري مثلا وكانت كثافة الشحنة فيها {\displaystyle \rho } فنجري التكامل على حجم الكرة V :
{\displaystyle {\frac {1}{\varepsilon _{0}}}\,Q_{enclosed}=\int _{V}{\rho  \over \varepsilon _{0}}\cdot \operatorname {d} ^{3}r,}
حيث {\displaystyle \operatorname {d} ^{3}r=\mathrm {d} x\ \mathrm {d} y\ \mathrm {d} z} هو عنصر صغير للحجم.
وإذا كانت الشحنة موزعة على سطح أو على خط، ففي تلك الحالات نستبدل {\displaystyle \rho \mathrm {d} ^{3}r} بالعنصر {\displaystyle \sigma \mathrm {d} A} للمساحة أو {\displaystyle \lambda \mathrm {d} \ell } عنصر من الخط (أو السلك) .
و بإجراء عملية تكامل مغلق على مجال كهربي بالنسبة لطول سلك، يمكن حساب الجهد الكهربي {\displaystyle \phi _{\mathrm {E} }} الناشيء عنه.
{\displaystyle \phi _{\mathrm {E} }=-\oint _{C}\mathbf {E} \cdot d\mathbf {l} }
و الإشارة السالبة تظهر هنا لإن الإلكترون يحمل شحنة كهربية سالبة فيسري دائما عكس اتجاه المجال الكهربي بينما البروتون حامل الشحنة الموجبة دائما يجري في نفس اتجاه المجال الكهربي وهذا التكامل هو الصورة التكاملية من معادلة ماكسويل الثالثة.
هذا الجهد الكهربائي يؤثر على شحنة أخرى q ويعمل عليها بقوة قدرها F ، إما بقوة تجاذب أو قوة تنافر حسب نوع الشحنة .